# (33222) Gillingham
1998 FG112 (asteroide 33222) é um asteroide da cintura principal. Possui uma excentricidade de 0.13195930 e uma inclinação de 8.37450º.
Este asteroide foi descoberto no dia 31 de março de 1998 por LINEAR em Socorro.